# Assata's Daughters
Las Hijas de Assata (en inglés: Assata's Daughters) es una organización de niñas y jóvenes mujeres negras de Chicago, EE. UU., que protestan contra la violencia policial. Forman parte de un grupo de organizaciones juveniles de activistas negras de Chicago que surgió como parte del movimiento Black Lives Matter (en español: las vidas de los negros importan), y que sigue el lema de Malcolm X "Por cualquier medio necesario". Se las considera un grupo más radical que las otras organizaciones existentes del movimiento por los derechos civiles de los ciudadanos afroamericanos.
La organización se llama así en honor a la exmilitante del Partido Pantera Negra, la fugitiva de la justicia de los EE. UU., Assata Shakur.
Las Hijas de Assata ayudaron a organizar la protesta contra Donald Trump en Chicago, Illinois, en 2016, y después protestaron por la detención de cuatro participantes en la manifestación. El grupo ha trabajado en estrecha colaboración con el colectivo Black Lives Matter en Chicago, para derrotar a la candidatura de reelección de la fiscal del Estado en el Condado de Cook, Anita Álvarez, ya que a dicho grupo le  había desagradado la actuación de la fiscal tras el homicidio de Laquan McDonald.